# CL-527
La CL-527 es una carretera autonómica que pertenece a la red básica de Castilla y León (España).
Une la ciudad de Zamora con los Arribes del Duero y con Portugal, tras pasar por las localidades sayaguesas de Pereruela, Fadón, Bermillo y Fermoselle. La carretera finaliza, tras un recorrido de 72 km, junto a la presa portuguesa de Bemposta, en la aduana.

## Nomenclatura
Hasta 2002 tuvo la denominación de carretera comarcal C-527 en el tramo entre Zamora y Fermoselle, y de ZA-323 entre Fermoselle y la frontera portuguesa. Fue entonces cuando se cambió la nomenclatura de ambas por la actual CL-527.

## Localidades de paso
- Pereruela
- Fadón
- Bermillo de Sayago
- Fermoselle

## Trazado
La CL-527 comienza en la salida de la ZA-20 situada más al sur de la localidad de Zamora. Desde este enlace, pasa sobre la vía de la antigua Línea Plasencia-Astorga y continúa hasta la rotonda del cementerio, donde aparece su primer punto kilométrico. Desde ahí sigue por la circunvalación de San Frontis, que se encuentra limitada a 45 km/h. Desde la rotonda de San Frontis, existe un tramo de 1,5 km con vías de servicio, hasta llegar a la rotonda con la ZA-330. A partir de aquí, la carretera continúa por Pereruela, Fadón, Bermillo —donde enlaza con diversas carreteras autonómicas (ZA-302 y ZA-311) y provinciales (ZA-P-2226)— y Fermoselle. A partir de Fermoselle, la CL-527 se vuelve sinuosa, descendiendo hasta alcanzar la frontera portuguesa a la altura de la presa de Bemposta.

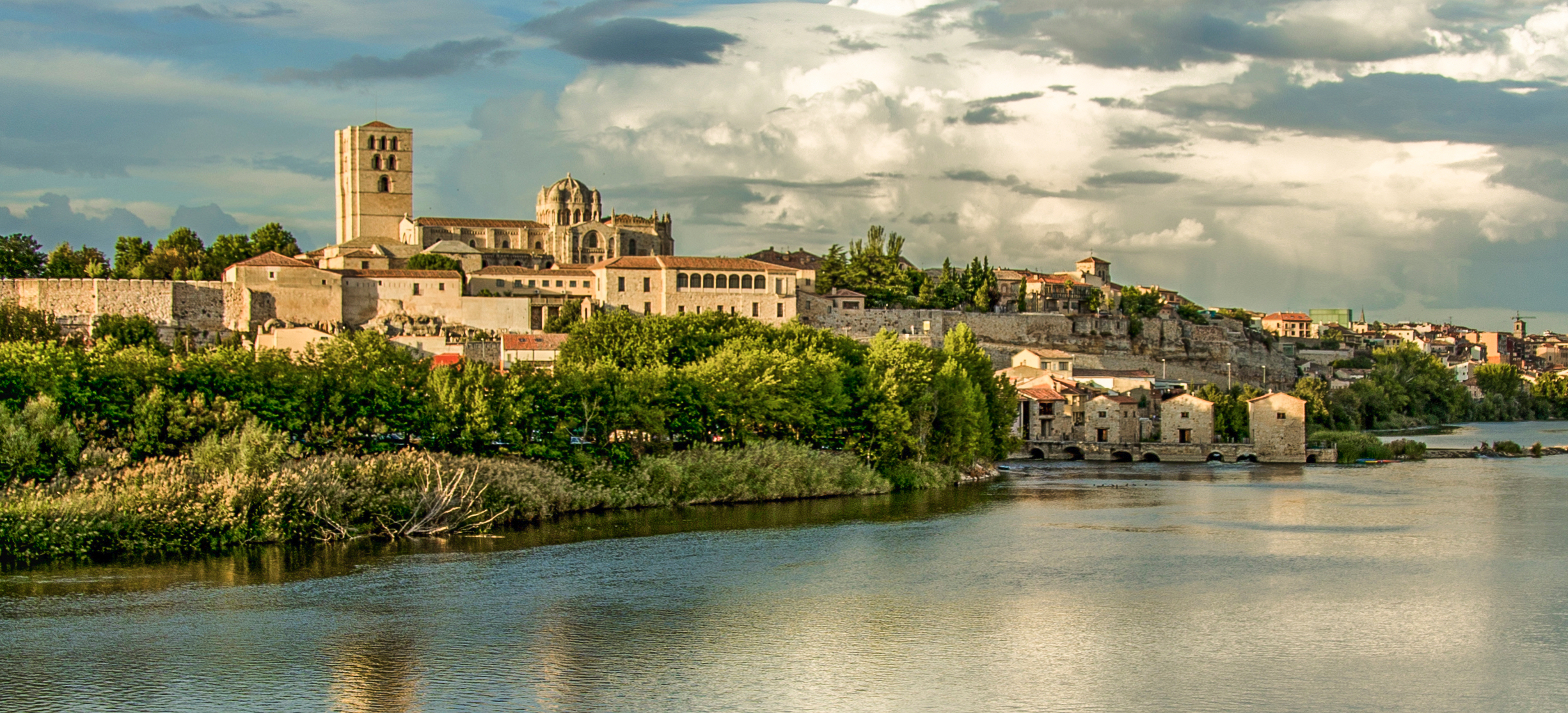
Conjunto histórico de Zamora
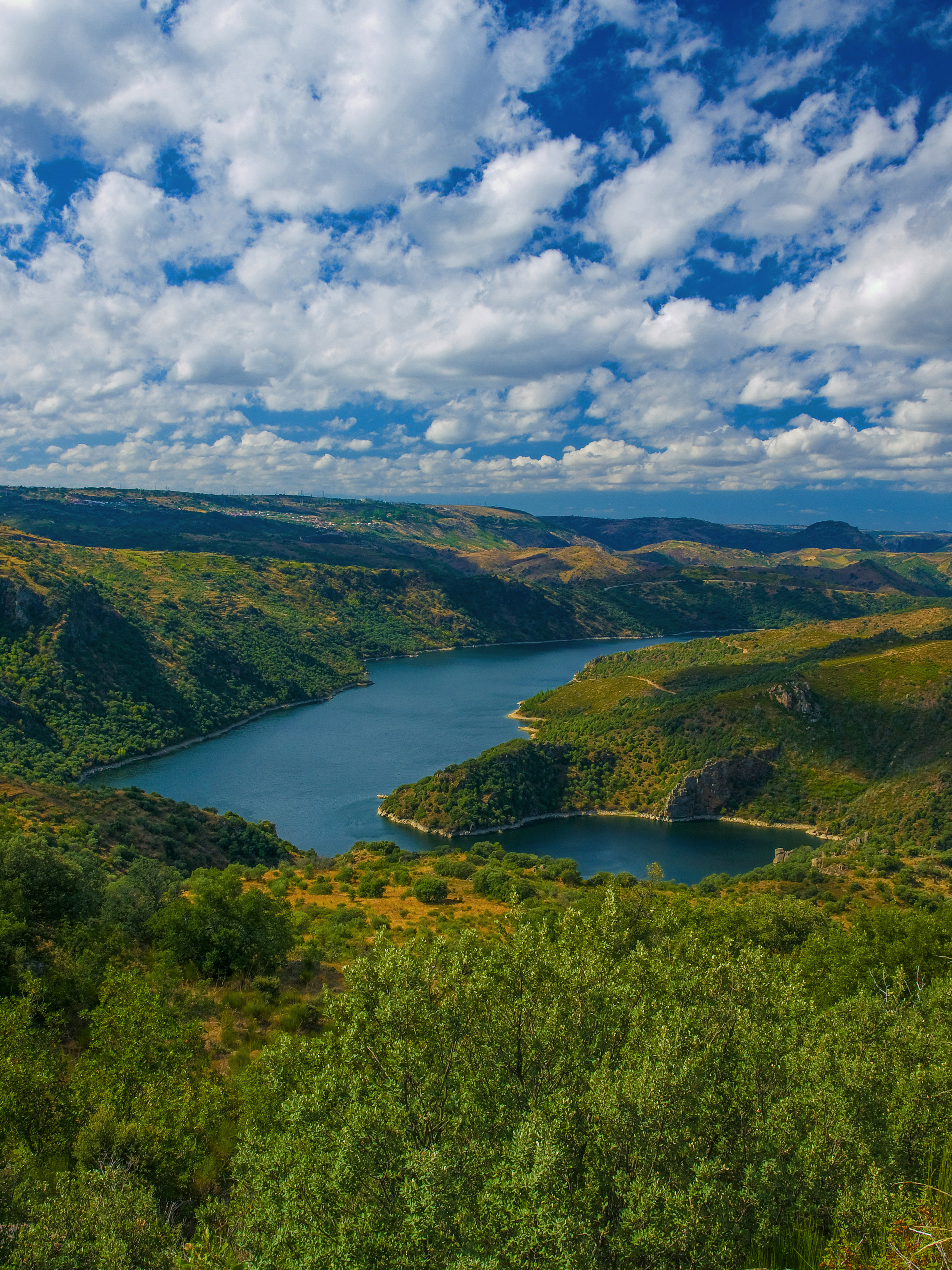
Parque natural de Arribes del Duero
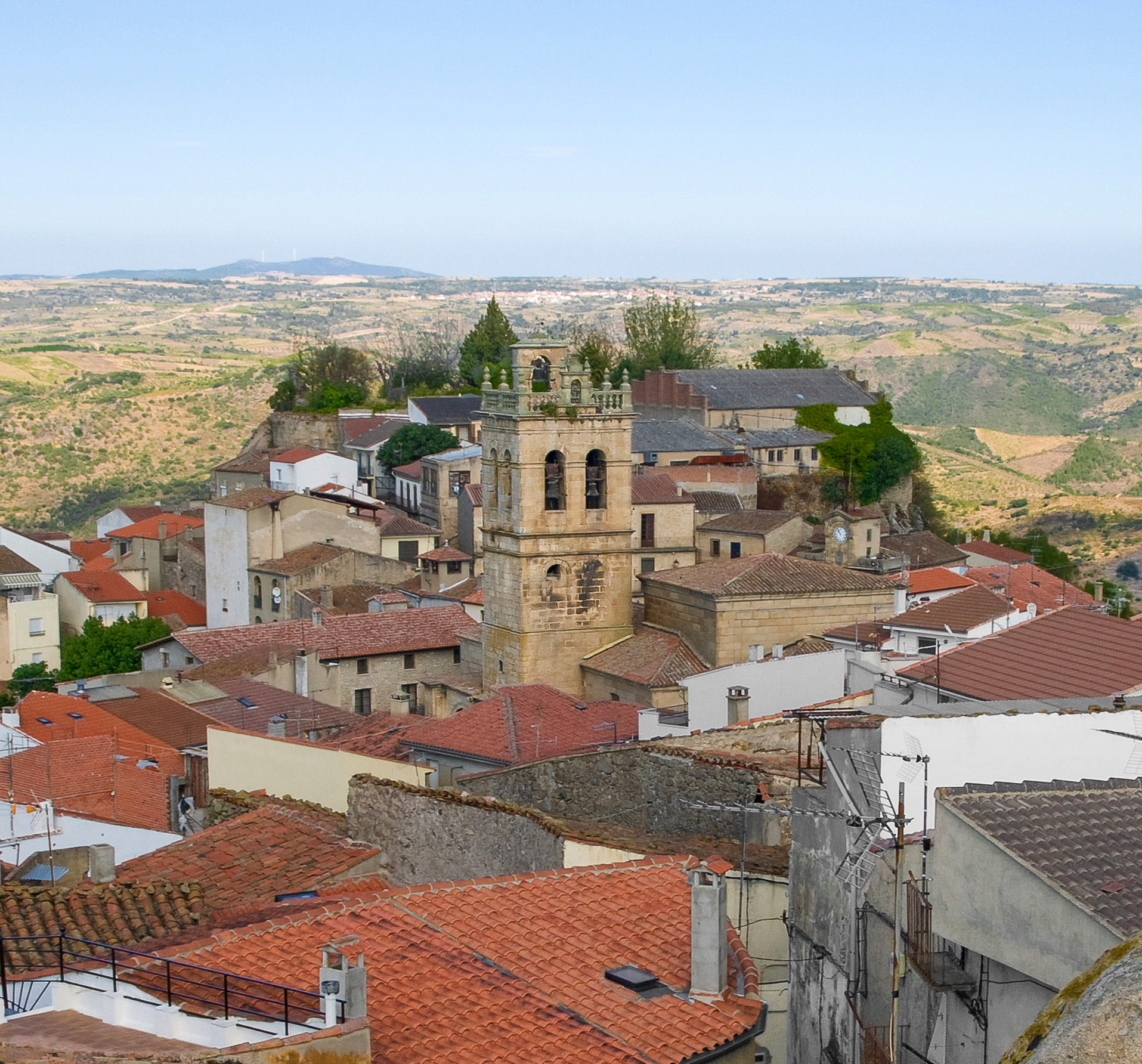
Conjunto histórico de Fermoselle
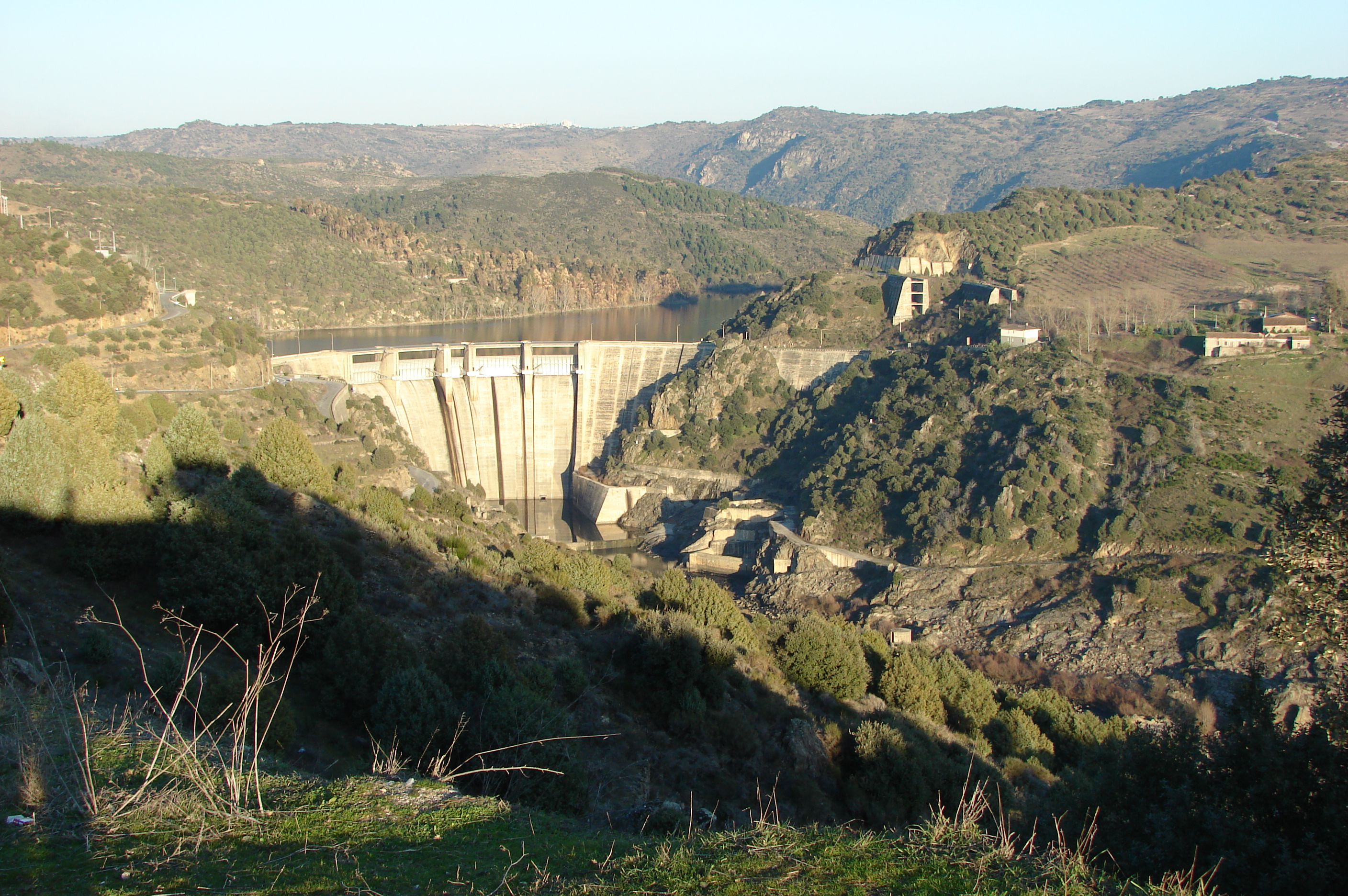
Presa de Bemposta, final de la CL-527

## Cruces

### Tramo Zamora - Bermillo de Sayago
| Zamora - Bermillo de Sayago                     | Zamora - Bermillo de Sayago | Zamora - Bermillo de Sayago                                                     | Zamora - Bermillo de Sayago    | Zamora - Bermillo de Sayago         | Zamora - Bermillo de Sayago                              | Zamora - Bermillo de Sayago                              | Zamora - Bermillo de Sayago         | Zamora - Bermillo de Sayago  | Zamora - Bermillo de Sayago  | Zamora - Bermillo de Sayago |
| Esquema                                         | PK                          | Sentido Fermoselle (creciente)                                                  | Sentido Fermoselle (creciente) | Sentido Fermoselle (creciente)      | Sentido Fermoselle (creciente)                           | Sentido Zamora (decreciente)                             | Sentido Zamora (decreciente)        | Sentido Zamora (decreciente) | Sentido Zamora (decreciente) | Incidencias                 |
| Esquema                                         | PK                          | Velocidad                                                                       | Elemento                       | Salida                              | Salida                                                   | Salida                                                   | Salida                              | Elemento                     | Velocidad                    | Incidencias                 |
| Esquema                                         | PK                          | Velocidad                                                                       | Elemento                       | Dir.                                | Nombre                                                   | Nombre                                                   | Dir.                                | Elemento                     | Velocidad                    | Incidencias                 |
| ----------------------------------------------- | --------------------------- | ------------------------------------------------------------------------------- | ------------------------------ | ----------------------------------- | -------------------------------------------------------- | -------------------------------------------------------- | ----------------------------------- | ---------------------------- | ---------------------------- | --------------------------- |
|                                                 | 0,000                       |                                                                                 |                                | Morales del Vino Salamanca          | Morales del Vino Salamanca                               | Morales del Vino Salamanca                               |                                     |                              |                              |                             |
| Zamora centro - Benavente Valladolid - Braganza | 0,000                       |                                                                                 |                                |                                     |                                                          |                                                          |                                     |                              |                              |                             |
|                                                 | 0,600                       |                                                                                 |                                | ZAMORA                              | ZAMORA                                                   | ZAMORA                                                   | ZAMORA                              |                              |                              |                             |
|                                                 | 1,000                       |                                                                                 |                                |                                     | Cementerio municipal                                     | Cementerio municipal                                     |                                     |                              |                              |                             |
|                                                 | 1,000                       | Calle de Salamanca                                                              |                                |                                     |                                                          |                                                          |                                     |                              |                              |                             |
|                                                 | 1,000                       | Centro urbano Calle de Cabañales                                                |                                |                                     |                                                          |                                                          |                                     |                              |                              |                             |
|                                                 | 1,000                       | Bermillo de Sayago Fermoselle                                                   |                                |                                     |                                                          |                                                          |                                     |                              |                              |                             |
|                                                 | 1,000                       | Salamanca                                                                       |                                |                                     |                                                          |                                                          |                                     |                              |                              |                             |
|                                                 | 1,400                       |                                                                                 |                                |                                     | Ciclovía                                                 | Ciclovía                                                 |                                     |                              |                              |                             |
|                                                 | 1,400                       | Bermillo de Sayago Fermoselle                                                   |                                |                                     |                                                          |                                                          |                                     |                              |                              |                             |
|                                                 | 1,400                       | Estadio Ruta de la Plata Ciclovía                                               |                                |                                     |                                                          |                                                          |                                     |                              |                              |                             |
|                                                 | 1,400                       | Centro urbano Salamanca                                                         |                                |                                     |                                                          |                                                          |                                     |                              |                              |                             |
|                                                 | 2,100                       |                                                                                 |                                |                                     | Barrio de San Frontis Centro urbano Alcañices - Braganza | Barrio de San Frontis Centro urbano Alcañices - Braganza |                                     |                              |                              |                             |
|                                                 | 2,100                       | Bermillo de Sayago Fermoselle                                                   |                                |                                     |                                                          |                                                          |                                     |                              |                              |                             |
|                                                 | 2,100                       | Salamanca                                                                       |                                |                                     |                                                          |                                                          |                                     |                              |                              |                             |
|                                                 | 2,300                       |                                                                                 |                                | ZAMORA                              | ZAMORA                                                   | ZAMORA                                                   | ZAMORA                              |                              |                              |                             |
|                                                 | 3,000                       |                                                                                 |                                | Vía de servicio                     | Vía de servicio                                          | Vía de servicio                                          | Vía de servicio                     |                              |                              |                             |
|                                                 | 3,800                       |                                                                                 |                                |                                     | Bermillo de Sayago Fermoselle                            | Bermillo de Sayago Fermoselle                            |                                     |                              |                              |                             |
|                                                 | 3,800                       | Tardobispo Ledesma Polígono Industrial Los Llanos Mercado de Ganado Mercazamora |                                |                                     |                                                          |                                                          |                                     |                              |                              |                             |
|                                                 | 3,800                       | Salamanca                                                                       |                                |                                     |                                                          |                                                          |                                     |                              |                              |                             |
|                                                 | 7,900                       |                                                                                 |                                | Centro de RSU                       | Centro de RSU                                            | Centro de RSU                                            | Centro de RSU                       |                              |                              |                             |
|                                                 | 13,100                      |                                                                                 |                                | ZA-L-2210 San Román de los Infantes | ZA-L-2210 San Román de los Infantes                      | ZA-L-2210 San Román de los Infantes                      | ZA-L-2210 San Román de los Infantes |                              |                              |                             |
|                                                 | 15,000                      |                                                                                 |                                | PERERUELA                           | PERERUELA                                                | PERERUELA                                                | PERERUELA                           |                              |                              |                             |
|                                                 | 15,300                      |                                                                                 |                                |                                     |                                                          |                                                          |                                     |                              |                              |                             |
|                                                 | 15,500                      |                                                                                 |                                | La Tuda                             | La Tuda                                                  | La Tuda                                                  | La Tuda                             |                              |                              |                             |
|                                                 | 15,800                      |                                                                                 |                                | PERERUELA                           | PERERUELA                                                | PERERUELA                                                | PERERUELA                           |                              |                              |                             |
|                                                 | 20,100                      |                                                                                 |                                | ZA-P-2218 Malillos                  | ZA-P-2218 Malillos                                       | ZA-P-2218 Malillos                                       | ZA-P-2218 Malillos                  |                              |                              |                             |
|                                                 | 22,300                      |                                                                                 |                                | ZA-P-2225 Arcillo                   | ZA-P-2225 Arcillo                                        | ZA-P-2225 Arcillo                                        | ZA-P-2225 Arcillo                   |                              |                              |                             |
|                                                 | 24,000                      |                                                                                 |                                | ZA-L-2211 Sogo                      | ZA-L-2211 Sogo                                           | ZA-L-2211 Sogo                                           | ZA-L-2211 Sogo                      |                              |                              |                             |
|                                                 | 27,000                      |                                                                                 |                                | FADÓN                               | FADÓN                                                    | FADÓN                                                    | FADÓN                               |                              |                              |                             |
|                                                 | 27,200                      |                                                                                 |                                | FADÓN                               | FADÓN                                                    | FADÓN                                                    | FADÓN                               |                              |                              |                             |
|                                                 | 29,100                      |                                                                                 |                                | Gáname Moralina                     | Gáname Moralina                                          | Gáname Moralina                                          | Gáname Moralina                     |                              |                              |                             |
|                                                 | 34,800                      |                                                                                 |                                | Polígono Industrial                 | Polígono Industrial                                      | Polígono Industrial                                      | Polígono Industrial                 |                              |                              |                             |
|                                                 | 35,300                      |                                                                                 |                                | BERMILLO DE SAYAGO                  | BERMILLO DE SAYAGO                                       | BERMILLO DE SAYAGO                                       | BERMILLO DE SAYAGO                  |                              |                              |                             |
|                                                 | 35,400                      |                                                                                 |                                |                                     |                                                          |                                                          |                                     |                              |                              |                             |
|                                                 | 35,800                      |                                                                                 |                                | Fresno de Sayago                    | Fresno de Sayago                                         | Fresno de Sayago                                         | Fresno de Sayago                    |                              |                              |                             |
|                                                 | 36,300                      |                                                                                 |                                |                                     | Moralina Miranda do Douro (Portugal)                     | Moralina Miranda do Douro (Portugal)                     |                                     |                              |                              |                             |
|                                                 | 36,300                      | Almeida de Sayago Ledesma                                                       |                                |                                     |                                                          |                                                          |                                     |                              |                              |                             |

### Tramo Bermillo de Sayago-Presa de Bemposta (Portugal) (N-221-7)
| Bermillo de Sayago - Presa de Bemposta (Portugal) | Bermillo de Sayago - Presa de Bemposta (Portugal) | Bermillo de Sayago - Presa de Bemposta (Portugal) | Bermillo de Sayago - Presa de Bemposta (Portugal) | Bermillo de Sayago - Presa de Bemposta (Portugal) | Bermillo de Sayago - Presa de Bemposta (Portugal) | Bermillo de Sayago - Presa de Bemposta (Portugal) | Bermillo de Sayago - Presa de Bemposta (Portugal) | Bermillo de Sayago - Presa de Bemposta (Portugal) | Bermillo de Sayago - Presa de Bemposta (Portugal) | Bermillo de Sayago - Presa de Bemposta (Portugal) |
| Esquema                                           | PK                                                | Sentido Fermoselle (creciente)                    | Sentido Fermoselle (creciente)                    | Sentido Fermoselle (creciente)                    | Sentido Fermoselle (creciente)                    | Sentido Zamora (decreciente)                      | Sentido Zamora (decreciente)                      | Sentido Zamora (decreciente)                      | Sentido Zamora (decreciente)                      | Incidencias                                       |
| Esquema                                           | PK                                                | Velocidad                                         | Elemento                                          | Salida                                            | Salida                                            | Salida                                            | Salida                                            | Elemento                                          | Velocidad                                         | Incidencias                                       |
| Esquema                                           | PK                                                | Velocidad                                         | Elemento                                          | Dir.                                              | Nombre                                            | Nombre                                            | Dir.                                              | Elemento                                          | Velocidad                                         | Incidencias                                       |
| ------------------------------------------------- | ------------------------------------------------- | ------------------------------------------------- | ------------------------------------------------- | ------------------------------------------------- | ------------------------------------------------- | ------------------------------------------------- | ------------------------------------------------- | ------------------------------------------------- | ------------------------------------------------- | ------------------------------------------------- |
|                                                   | 36,300                                            |                                                   |                                                   |                                                   | Moralina Miranda do Douro (Portugal)              | Moralina Miranda do Douro (Portugal)              |                                                   |                                                   |                                                   |                                                   |
|                                                   | 36,300                                            | Almeida de Sayago Ledesma                         |                                                   |                                                   |                                                   |                                                   |                                                   |                                                   |                                                   |                                                   |
|                                                   | 36,900                                            |                                                   |                                                   | Muga de Sayago Fariza                             | Muga de Sayago Fariza                             | Muga de Sayago Fariza                             | Muga de Sayago Fariza                             |                                                   |                                                   |                                                   |
|                                                   | 37,000                                            |                                                   |                                                   | BERMILLO DE SAYAGO                                | BERMILLO DE SAYAGO                                | BERMILLO DE SAYAGO                                | BERMILLO DE SAYAGO                                |                                                   |                                                   |                                                   |
|                                                   | 40,300                                            |                                                   |                                                   | Pasariegos                                        | Pasariegos                                        | Pasariegos                                        | Pasariegos                                        |                                                   |                                                   |                                                   |
|                                                   | 43,700                                            |                                                   |                                                   |                                                   | Muga de Sayago                                    | Muga de Sayago                                    |                                                   |                                                   |                                                   |                                                   |
|                                                   | 43,700                                            | Villar del Buey                                   |                                                   |                                                   |                                                   |                                                   |                                                   |                                                   |                                                   |                                                   |
|                                                   | 54,800                                            |                                                   |                                                   |                                                   | Badilla Fariza                                    | Badilla Fariza                                    |                                                   |                                                   |                                                   | BANDAS SONORAS                                    |
|                                                   | 54,800                                            | Cibanal Almendra Vitigudino                       |                                                   |                                                   |                                                   |                                                   |                                                   |                                                   |                                                   | BANDAS SONORAS                                    |
|                                                   | 55,700                                            |                                                   |                                                   | Fornillos de Fermoselle                           | Fornillos de Fermoselle                           | Fornillos de Fermoselle                           | Fornillos de Fermoselle                           |                                                   |                                                   |                                                   |
|                                                   | 61,300                                            |                                                   |                                                   | Pinilla de Fermoselle                             | Pinilla de Fermoselle                             | Pinilla de Fermoselle                             | Pinilla de Fermoselle                             |                                                   |                                                   |                                                   |
|                                                   | 61,800                                            |                                                   |                                                   | Fermoselle (sur)                                  | Fermoselle (sur)                                  | Fermoselle (sur)                                  | Fermoselle (sur)                                  |                                                   |                                                   |                                                   |
|                                                   | 62,400                                            |                                                   |                                                   | FERMOSELLE                                        | FERMOSELLE                                        | FERMOSELLE                                        | FERMOSELLE                                        |                                                   |                                                   |                                                   |
|                                                   | 62,700                                            |                                                   |                                                   | Centro urbano                                     | Centro urbano                                     | Centro urbano                                     | Centro urbano                                     |                                                   |                                                   |                                                   |
|                                                   | 63,100                                            |                                                   |                                                   | Centro urbano                                     | Centro urbano                                     | Centro urbano                                     | Centro urbano                                     |                                                   |                                                   |                                                   |
|                                                   | 64,000                                            |                                                   |                                                   |                                                   | Bemposta (Portugal)                               | Bemposta (Portugal)                               |                                                   |                                                   |                                                   |                                                   |
|                                                   | 64,000                                            | Trabanca Vitigudino                               |                                                   |                                                   |                                                   |                                                   |                                                   |                                                   |                                                   |                                                   |
|                                                   | 64,000                                            | Bermillo de Sayago Zamora                         |                                                   |                                                   |                                                   |                                                   |                                                   |                                                   |                                                   |                                                   |
|                                                   | 64,300                                            |                                                   |                                                   |                                                   |                                                   |                                                   |                                                   |                                                   |                                                   |                                                   |
|                                                   | 64,400                                            |                                                   |                                                   | FERMOSELLE                                        | FERMOSELLE                                        | FERMOSELLE                                        | FERMOSELLE                                        |                                                   |                                                   |                                                   |
|                                                   | 66,100                                            |                                                   |                                                   |                                                   |                                                   |                                                   |                                                   |                                                   |                                                   |                                                   |
|                                                   | 67,700                                            |                                                   | 4 km                                              | TRAMO CURVAS PELIGROSAS                           | TRAMO CURVAS PELIGROSAS                           | TRAMO CURVAS PELIGROSAS                           | TRAMO CURVAS PELIGROSAS                           | 4 km                                              |                                                   |                                                   |
| 71,700                                            |                                                   |                                                   | 4 km                                              | TRAMO CURVAS PELIGROSAS                           | TRAMO CURVAS PELIGROSAS                           | TRAMO CURVAS PELIGROSAS                           | TRAMO CURVAS PELIGROSAS                           | 4 km                                              |                                                   |                                                   |
|                                                   | 72,000                                            |                                                   |                                                   | ADUANA                                            | ADUANA                                            | ADUANA                                            | ADUANA                                            |                                                   |                                                   |                                                   |
|                                                   | 72,210                                            |                                                   |                                                   | REGIÓN NORTE Dtto. de Braganza                    | REGIÓN NORTE Dtto. de Braganza                    |                                                   |                                                   |                                                   |                                                   |                                                   |
| Presa de Bemposta                                 | 72,210                                            |                                                   |                                                   |                                                   |                                                   |                                                   |                                                   |                                                   |                                                   |                                                   |